# Kubuś spotyka Sindbada Żeglarza
Kubuś spotyka Sindbada Żeglarza (tyt oryg. Popeye the Sailor Meets Sindbad the Sailor) – amerykański film animowany z 1936 roku w reżyserii Dave Fleischer i Willard Bowsky.

## Wyróżnienia
| Rok wpisania | National Film Registry |
| ------------ | --- |
| 2004         | Lista filmów budujących dziedzictwo kulturalne USA utworzona przez National Film Preservation Board i przechowywana w Bibliotece Kongresu Stanów Zjednoczonych |

## Nagrody i nominacje
| Nazwa nagrody | Wygrane                             | Nominacje |
| ------------- | ----------------------------------- | --------- |
| Oscar         | 1936 Najlepszy film krótkometrażowy | wygrana   |